# شرکت هواپیماسازی ناکاجیما

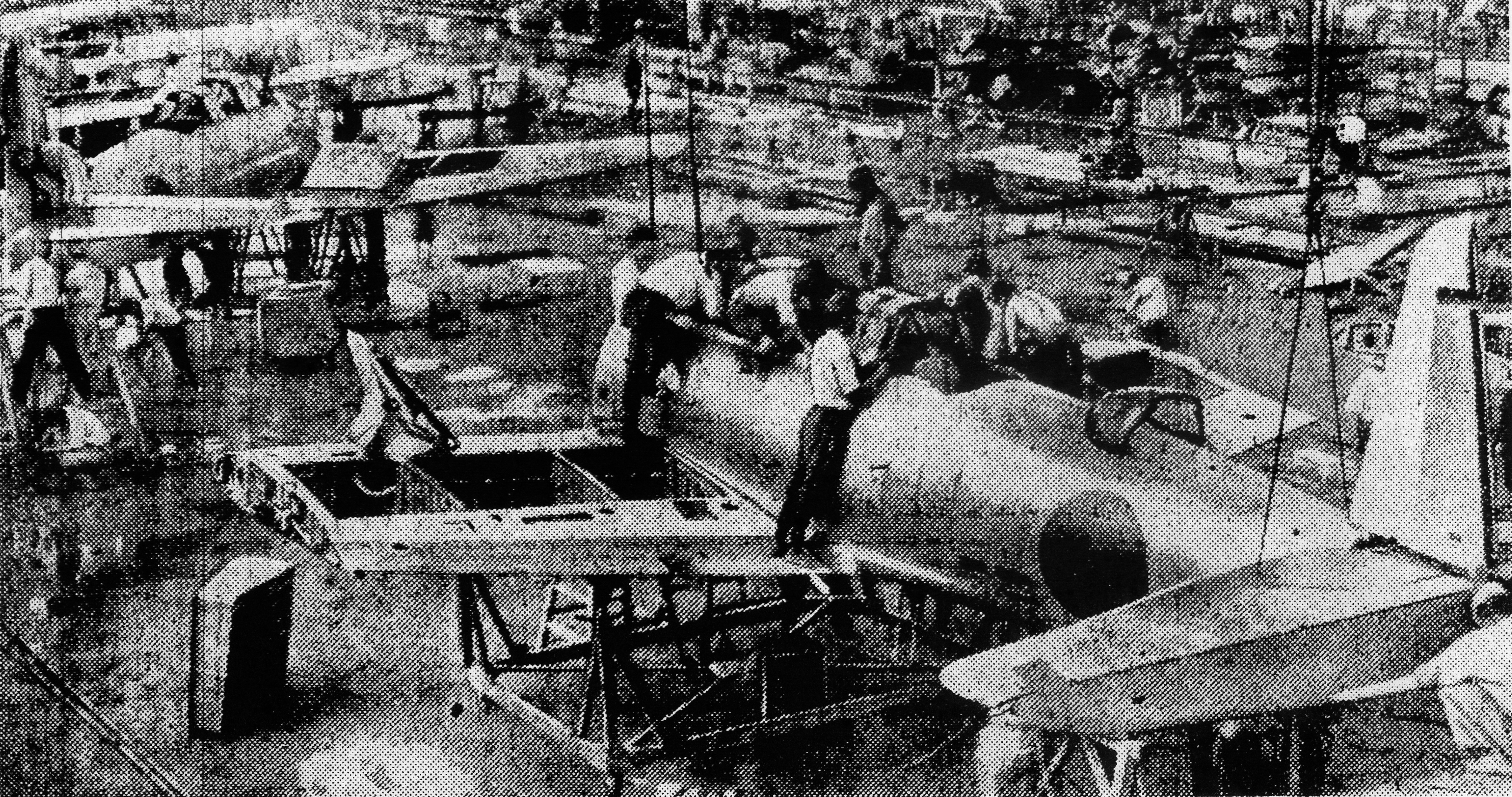
خط تولید هواپیما در کارخانه ناکاجیما

شرکت هواپیمای ناکاجیما (中島飛行機株式会社 Nakajima Hikōki Kabushiki Kaisha) یک شرکت مهم ژاپنی تولید هواگرد و موتور هواگرد در زمان جنگ جهانی دوم بود.
پس از شکست ژاپن در جنگ جهانی دوم، این شرکت که در کنار صنایع سنگین میتسوبیشی‌ یکی از دو شرکت بزرگ تولیدکننده‌ی هواپیما در ژاپن بود توسط فرماندهی عالی نیروهای متفقین ملزم به تعطیلی کارخانه‌ها و توقف همه‌ی تحقیقات خود در زمینه‌ی هواگردها شد. در نتیجه‌ی این موضوع، مهندسان پیشگام ژاپنی در صنایع هوافضا وارد صنعت خودروسازی شدند و آن را متحول ساختند. این شرکت به عنوان صنایع سنگین فوجی در حوزه‌ی خودروسازی مجدداً متولد گردید.